# قره‌باغ (شهرستان بادکند)
قره‌باغ (به لاتین: Kara-Bak) یک روستا در قرقیزستان است که در شهرستان بادکند واقع شده‌است. قره‌باغ ۸٬۹۲۳ نفر جمعیت دارد.